# Shawnee County
Shawnee County is een county in de Amerikaanse staat Kansas.
De county heeft een landoppervlakte van 1.424 km² en telt 169.871 inwoners (volkstelling 2000). De hoofdplaats is Topeka.